# Аль-Кантара
Аль-Кантара — місто на північному сході Єгипту на східному березі Суецького каналу, розташовано в єгипетській мухафазі Північний Синай. 160 км на північний схід від Каїра і за 50 км на південь від Порт-Саїда.

## Походження назви
В Аль-Кантара знаходиться Міст через Суецький канал. Арабською мовою Аль Кантара означає міст.

## Географія
Місто розташоване в східній частині мухафази, на західному березі Суецького каналу, на відстані приблизно 25 кілометрів на північ від Ісмаїлії, адміністративного центру провінції. Абсолютна висота — 11 метрів над рівнем моря.

## Історія
Під час Першої світової війни, Аль-Кантара була окупована Антантою, тому була місцем багатьох битв між союзниками і турками за контроль над каналом. У цей час у місті було відкрито військовий шпиталь.
З січня 1916, була відкрита залізниця до Палестини.
Під час Другої світової війни військовий шпиталь було відновлено.
У 1967, під час Шестиденної війни Ізраїль захопив місто. Єгипет знов заволодів містом на початку 1973, під час Війни Судного дня. Єгипет відновив формально контроль над містом у 1974.

## Транспорт
Найближчий великий цивільний аеропорт — Міжнародний аеропорт Каїра.